# Мейлер-Сохненко, Людмила Ивановна
Людмила Ивановна Сохненко-Мейлер (урожд. Ильина) (род.  12 апреля 1950 года, Минск, СССР) — советская и нидерландская шашистка, чемпионка мира по международным шашкам 1979 года, чемпионка СССР по русским шашкам 1974 года, чемпионка СССР по международным шашкам 1979 года, серебряный призёр чемпионатов СССР по международным шашкам 1977 и 1982 годов. В 1992 году стала бронзовым призёром чемпионата Нидерландов.

## Биография
Людмила Ильина начала заниматься шашками в четырнадцатилетнем возрасте под руководством Г. Дробушевича. В 17 лет стала чемпионкой спортобщества «Буревестник». В 1973 году окончила лечебный факультет Минского медицинского института, получила звание мастера спорта. В 1974 году стала чемпионкой СССР по русским шашкам. Затем перешла в международные шашки, стала первой чемпионкой Белоруссии, в 1979 году стала чемпионкой мира и чемпионкой СССР по международным шашкам. Была призёром чемпионатов мира в 1977, 1980 и 1981 годах. Работала на кафедре психиатрии Белорусского института усовершенствования врачей.
С 1990 года Людмила Сохненко-Мейлер проживает в Нидерландах. Работает врачом-психиатром, кандидат медицинских наук, увлекается игрой на синтезаторе. Ею выпущены диски инструментальной музыки: «Familie album» («Семейный альбом»), «Mijn tweede lente» («Моя вторая весна») и «Dagdromen» («Грёзы»).